# Милорад Рашић Раша
Милорад Рашић Раша (Београд, 1937 — Београд, 2015) био је српски вајар. Радни век провео у Земунској гимназији где је предавао ликовно и историју уметности.

## Биографија
Рођен је 23. новембра 1937. године у Београду. Милорад Рашић Раша носилац је италијанске дипломе - звања "Мастро д'арте делла пиетра". Преминуо је 28. фебруара 2015. године.

### Школовање
Завршио је Ликовну академију у Београду. 1956. године учио је склупторски занат (глина у рукама и цртање). Привлачиле су га широке једноставне површине, фигуре. Освојила га је уметност менхира када је први пут видео скулптуре људи, жена, деце из Лепенског вира (мало погурени, скрштених руку на грудима). Своју уметност уткао је у мобилне и скулптуре у простору, медаље, плакете, ситну пласику, рељефе, дизајн, делове намештаја, накит... Несвакидашњи уметнички дар је исказао и на сликама, графикама, цртежима.

## Најзначајнија дела
- Сакрални циклус обухвата портрет Светог Саве,
- рељефе Пантократора, Богородице Заступнице, Свете тројице, Исуса и Самарјанке
- обојени цртежи са ликовима светаца и цртеже јеванђељских прича.
- израдио је новизаветни литијски крст на Старој Kарабурми у Београду уместо уништеног из 1880.
- Чукундеда на слици "Сеобе"
- Са сликаром Зораном Миладиновићем, урадио је чувени рељеф "Заклетва" на коме је приказан тренутак одлуке о дизању Првог српског устанка, а који је постављен у Орашцу у Марићевића јарузи, поводом припреме за прославу 200 година од овог догађаја;
- Његове најпознатије скулптуре су:  монументална фигура "Ђулијете" која је стална поставка града Вероне, Споменик рудару (коауторство са Антом Мариновићем), постављен на Градском тргу у Руднику, скулптура Црква Василија Блаженог на гробу песникиње Десанке Максимовић у Бранковини, спомен-плоча Сави Шумановићу на кући у Земуну у којој је живео, спомен-плоче у сећање на заједничку борбу у Великом рату (Француско војно гробље у Београду), две скулптуре са темом Данте и "Божанствена комедија" у Музеју Дантеа у Равени.